# Nikolaj Øris Nielsen
Nikolaj Øris Nielsen (Bjerringbro, 26 de marzo de 1986) es un jugador de balonmano danés que juega de lateral derecho en el Bjerringbro-Silkeborg. Es internacional con la selección de balonmano de Dinamarca.
Con la selección danesa ganó la medalla de oro en el Campeonato Mundial de Balonmano Masculino de 2019 y en el Campeonato Mundial de Balonmano Masculino de 2021.

## Palmarés

### Selección nacional
| Campeonato Mundial | Campeonato Mundial   | Campeonato Mundial | Campeonato Mundial |
| Año                | Lugar                | Medalla            |                    |
| ------------------ | -------------------- | ------------------ | ------------------ |
| 2019               | Alemania y Dinamarca | Medalla de oro     |                    |
| 2021               | Egipto               | Medalla de oro     |                    |

### Bjerringbro-Silkeborg
- Liga danesa de balonmano (1): 2016

## Clubes
| Club                     | País      | Año         |
| ------------------------ | --------- | ----------- |
| Bjerringbro-Silkeborg    | Dinamarca | 2004 - Act. |
| Lemvig Håndbold (cedido) | Dinamarca | 2008 - 2009 |